# سوار (أنغلزي)
سوار (بالإنجليزية: Soar, Aberffraw)‏ هي منطقة سكنية تقع في ويلز في أنغلزي.